# Ceratosolen humatus
Ceratosolen humatus är en stekelart som beskrevs av Wiebes 1963. Ceratosolen humatus ingår i släktet Ceratosolen och familjen fikonsteklar. Inga underarter finns listade i Catalogue of Life.